# Liverpool
Liverpool (AFI: [ˈliverpul]; in inglese [ˈlɪvəpuːl]) è una città di 506.552 abitanti del Regno Unito. È un distretto metropolitano, capoluogo della contea metropolitana inglese del Merseyside. Sorge lungo l'estuario del Mersey e si affaccia sul Mare d'Irlanda, non lontano dal confine con il Galles.

## Geografia fisica

### Clima
| Liverpool           | Mesi | Mesi | Mesi | Mesi | Mesi | Mesi | Mesi | Mesi | Mesi | Mesi | Mesi | Mesi | Stagioni | Stagioni | Stagioni | Stagioni | Anno |
| Liverpool           | Gen  | Feb  | Mar  | Apr  | Mag  | Giu  | Lug  | Ago  | Set  | Ott  | Nov  | Dic  | Inv      | Pri      | Est      | Aut      | Anno |
| ------------------- | ---- | ---- | ---- | ---- | ---- | ---- | ---- | ---- | ---- | ---- | ---- | ---- | -------- | -------- | -------- | -------- | ---- |
| T. max. media (°C)  | 6,4  | 6,5  | 9,0  | 11,8 | 15,4 | 18,2 | 19,3 | 19,1 | 16,9 | 13,8 | 9,4  | 7,4  | 6,8      | 12,1     | 18,9     | 13,4     | 12,8 |
| T. min. media (°C)  | 1,1  | 0,6  | 2,6  | 4,2  | 7,2  | 10,0 | 11,7 | 11,5 | 10,0 | 6,9  | 4,0  | 2,3  | 1,3      | 4,7      | 11,1     | 7,0      | 6,0  |
| Precipitazioni (mm) | 66   | 48   | 53   | 48   | 57   | 59   | 63   | 78   | 80   | 81   | 85   | 78   | 192      | 158      | 200      | 246      | 796  |

## Origini del nome
Già dal 1190 il luogo dove sorge l'odierna Liverpool era noto col nome di Liuerpul, che in inglese significa stagno o insenatura con acqua fangosa. Ci sono però molte ipotesi sull'origine del nome della città. Il titolo di città è conseguente alla rivoluzione industriale e le fu attribuito nel 1880.

## Storia

### Medioevo

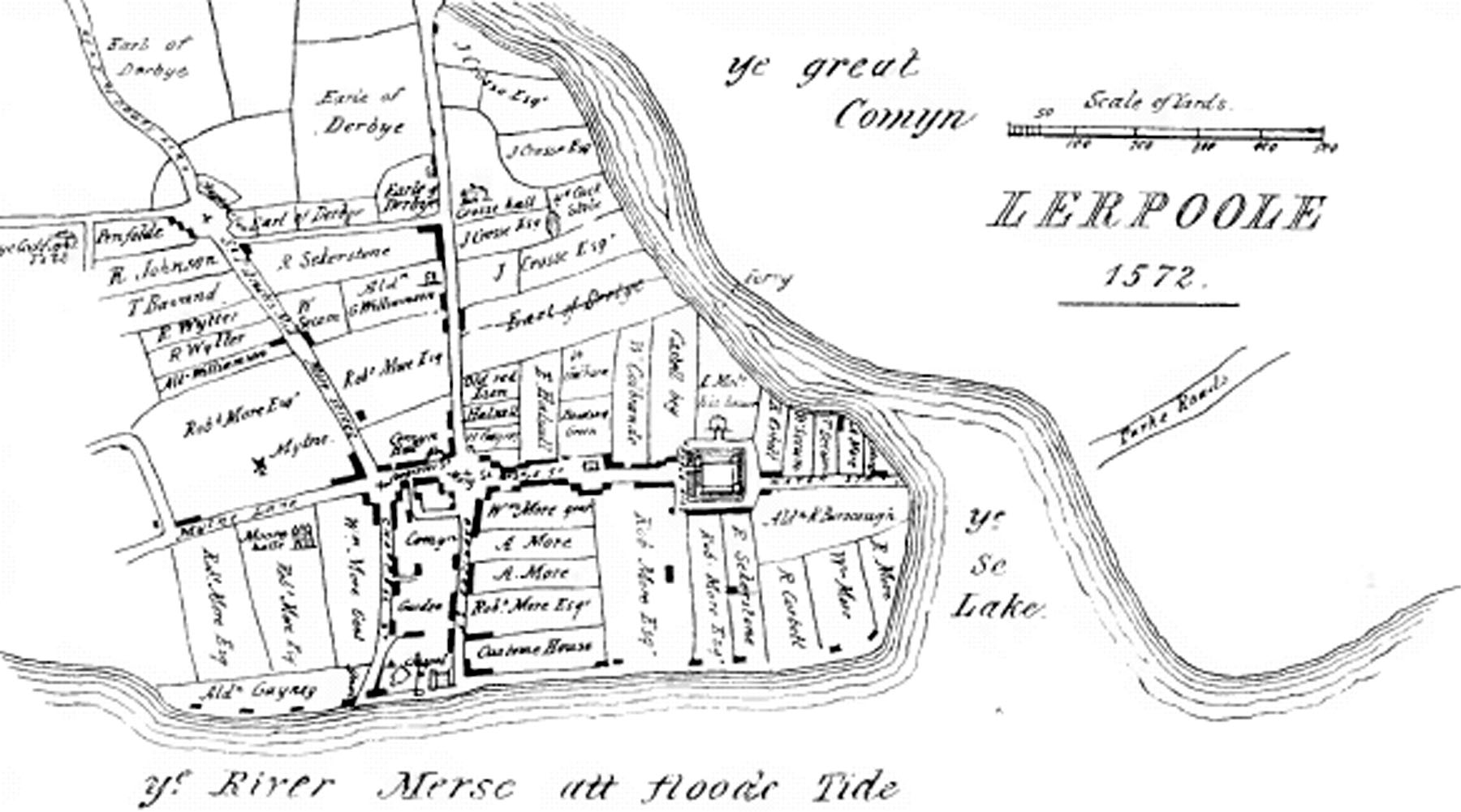
Mappa di Liverpool datata 1572.

La nascita di Liverpool viene fatta solitamente risalire all'agosto del 1207, quando re Giovanni Senzaterra fece emanare una propria lettera con cui concedeva il privilegio di "libera città" all'allora villaggio di Leerpoole e invitava inoltre i coloni delle zone circostanti a trasferirvisi per trovarvi dimora.
Con molta probabilità Giovanni desiderava la creazione di un nuovo porto nella regione che non fosse sotto il controllo del conte di Chester. Fu inizialmente utilizzata solo come base per l'invio di truppe nella vicina Irlanda e come fortezza con la costruzione di un possente castello (distrutto nel 1726). Per più di quattro secoli dalla sua fondazione, Liverpool rimase un centro relativamente poco importante; a metà del XVI secolo la sua popolazione non superava i 500 abitanti e rimase un piccolo porto, subordinato a quello di Chester, fino al 1650.
Nel 1571, in un documento inviato alla regina Elisabetta I per pregarla di essere sollevati dall'obbligo di pagare una tassa che non riuscivano a sostenere, gli stessi abitanti si definirono addirittura gli abitanti "della povera e decaduta città di Liverpool".
Da questo periodo fino a tutto il secolo successivo, sia il numero degli abitanti che il volume del commercio della città, anche se in lentissima crescita, rimarranno sostanzialmente immutati. Non ci sono praticamente altre notizie di Liverpool fino alla guerra civile inglese, durante la quale fu teatro di numerose battaglie che danneggiarono pesantemente sia la città che il castello, quest'ultimo soprattutto in seguito ad una battaglia nel 1644 che durò ben diciotto giorni.
Nel 1699, con una legge del parlamento, viene decisa la creazione di una parrocchia propria della città, indipendente da quella di Walton. È da questo momento in poi che si comincia a registrare un deciso incremento demografico, che porterà Liverpool a diventare, in breve, la seconda città più importante del Regno Unito.

### La Rivoluzione industriale

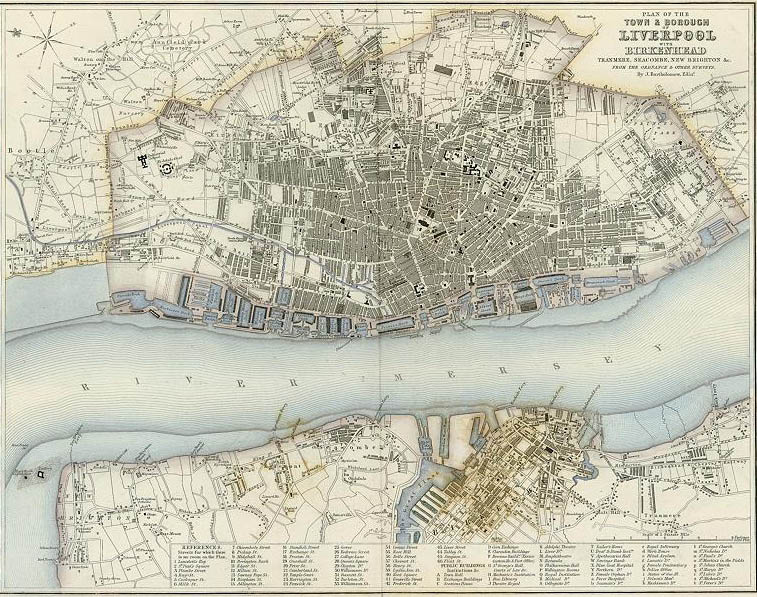
Mappa di Liverpool del 1866.

Nel XVIII secolo, con la decadenza del porto di Chester (dovuta al progressivo insabbiamento del fiume Dee) e la costruzione nel 1715 del primo bacino acqueo artificiale di tutta l'Inghilterra, Liverpool diventa il porto principale del paese; ma è con l'apertura del commercio verso le Indie Occidentali, incentrato soprattutto sulla tratta degli schiavi, che la città conosce uno sviluppo senza precedenti. Commercio che si va a sommare a quello già presente con Irlanda e il resto d'Europa. All'inizio del XIX secolo, circa il 40% di tutto il commercio mondiale transita ormai nel porto di questa città. La comunità nera di Liverpool, nata in questo periodo, in soli cinque anni arriverà a contare più di 10.000 individui. La grande trasformazione urbana di Liverpool comincia nel XIX secolo; è in questo periodo infatti che vengono costruiti numerosi nuovi edifici (St. George's Hall, Lime Street Station ecc.). Nel 1880 gli viene riconosciuto lo status di città.

### Il XX secolo
L'espansione di Liverpool continua incessante anche durante la prima parte del XX secolo quando la città diventa uno degli obiettivi principali per i grandi flussi migratori provenienti dall'Europa continentale e il principale porto europeo per i collegamenti con gli Stati Uniti. Anche il tragico viaggio inaugurale del Titanic doveva in origine partire dal porto di Liverpool e fu solo in un secondo momento che questo fu spostato a Southampton. Nel 1930 la popolazione della città aveva raggiunto gli 850.000 abitanti, con moltissime comunità di stranieri provenienti da tutto il mondo; per il gran numero di gallesi presenti ci si riferiva a Liverpool come alla capitale del Galles del Nord. Durante la Seconda guerra mondiale, ci furono circa ottanta raid aerei sul Merseyside, con una serie di incursioni particolarmente concentrate che nel maggio del 1941 fecero interrompere il funzionamento del bacino per quasi una settimana. Anche se le vittime dei bombardamenti furono "solo" 2.500, quasi la metà delle abitazioni dell'intera area metropolitana furono colpite e ben 11.000 edifici furono completamente distrutti. Il 9 ottobre 1940, proprio durante uno di questi raid, nacque a Liverpool John Lennon, fondatore dei Beatles. Nel 1945 venne scoperto il body in the cylinder, che rimane tuttora un mistero.

### La crisi
Dopo la guerra, seguirono gli anni della grande ricostruzione della città. Furono costruite nuove zone residenziali e soprattutto il nuovo bacino di Seaforth, il più grande del Regno Unito. Tuttavia, la città negli anni cinquanta entra in un periodo di profonda crisi, con la chiusura di numerose fabbriche e la conseguente perdita di moltissimi posti di lavoro. Nel 1985 la popolazione era ormai crollata a poco più di 460.000 abitanti. La rinascita, almeno culturale, comincia negli anni sessanta che fanno di Liverpool una delle città di riferimento per milioni di giovani, attratti soprattutto dal Merseybeat, lo stile musicale pop nato in questa città e i cui più famosi interpreti furono i Beatles e il gruppo Gerry and the Pacemakers. D'altra parte però, continua il declino economico della città e del suo porto, che subisce un altro duro colpo a partire dal 1970, con l'introduzione dei container nello stoccaggio dei materiali, e che rendono così il bacino di Seaforth obsoleto e in gran parte inutilizzato. La disoccupazione raggiunge negli anni ottanta i livelli più alti di sempre. La crisi occupazionale porterà a un tragico epilogo nel 1981 con gli incidenti di Toxteth Riots, durante i quali, per la prima volta nella storia del Regno Unito (se si esclude l'Irlanda del Nord) la polizia userà gas lacrimogeni contro la popolazione civile.

### La rinascita del XXI secolo
A partire dalla metà degli anni novanta l'economia e lo sviluppo sono tornati finalmente in attivo. Sfruttando la fama artistica per il fatto di essere la città della Musica e dei Beatles, la città ha cercato di dare risalto alle proprie attrazioni culturali e lo sforzo è stato premiato con l'assegnazione a Liverpool del titolo di Capitale europea della cultura per l'anno 2008. Anche il turismo è diventato un fattore molto significativo nell'economia della città, soprattutto quello legato alla tradizione musicale degli anni sessanta. Altro aspetto positivo è il tasso di criminalità che ad oggi è tra i più bassi di Inghilterra e che fanno di Liverpool una delle aree metropolitane più tranquille d'Europa.

## Monumenti e luoghi d'interesse
Lo scenario portuale di Liverpool è stato aggiunto nel 2004 fra i Patrimoni dell'umanità dell'UNESCO e, nel 2021 è stato cancellato dalla lista a causa dello sviluppo urbanistico non rispettoso della storia della città.
- Anfield
- Another Place
- Albert Dock
- Bluecoat
- Calderstones Park
- Cast Iron Shore
- Cavern Club
- Chinatown
- Cunard Building
- Stazione di Liverpool Lime Street
- Royal Liver Building
- Liverpool John Moores University
- Liverpool Hope University

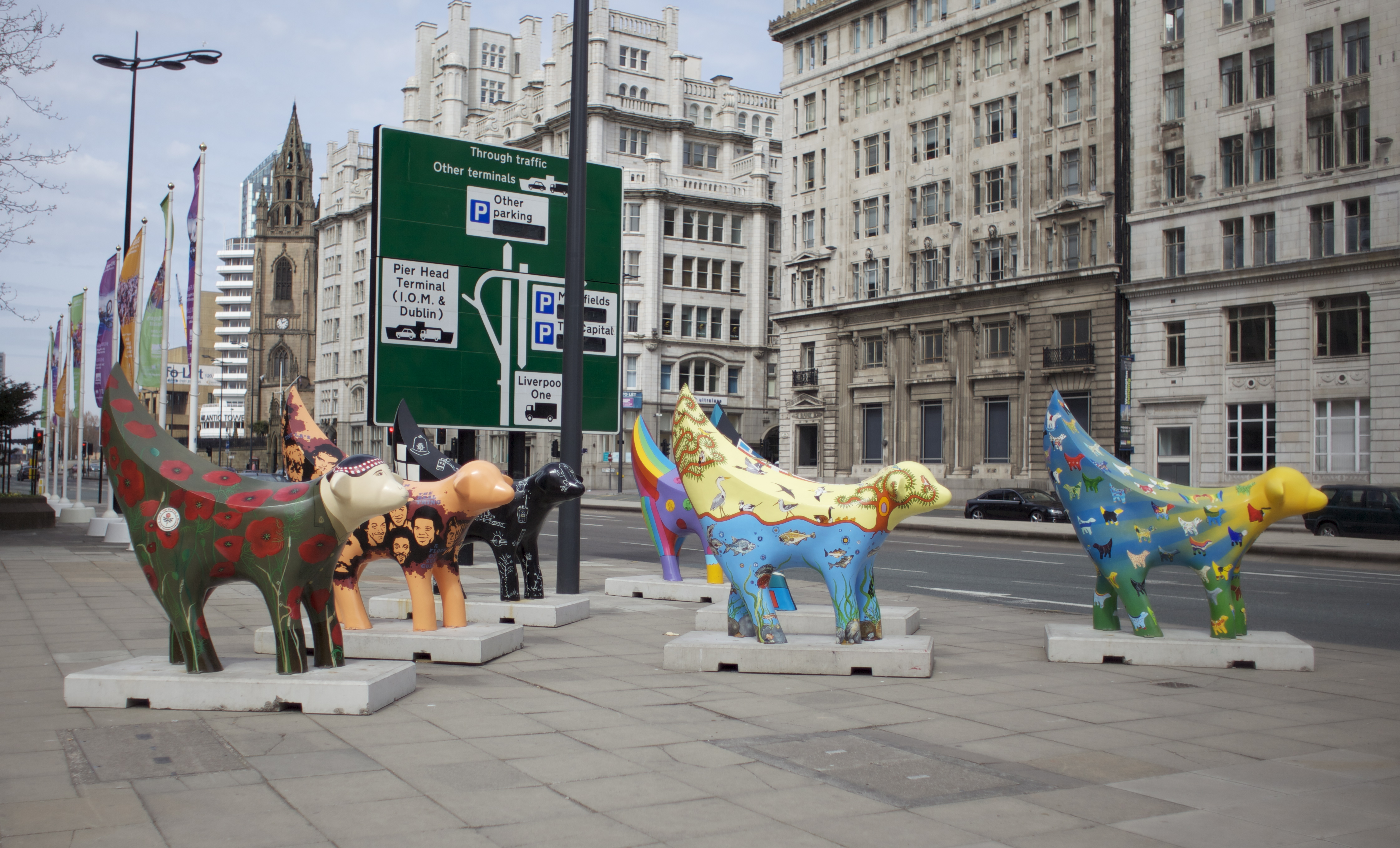
Superlambananas, 2010

- Liverpool School of Tropical Medicine
- Liverpool University
- Merseyside Maritime Museum
- Museum of Liverpool Life
- Oriel Chambers progetto di Peter Ellis
- The Philharmonic Dining Rooms
- Pier Head
- Port of Liverpool Building
- Quiggins
- Saint George's Hall
- Stanley Dock Tobacco Warehouse
- The Beatles Story
- Town-Hall
- Walker Art Gallery
- Wellington's Column
- William Brown Library
- Williamson's tunnels

### Teatri
- Empire
- Everyman
- Neptune
- Philharmonic Hall
- The Playhouse
- Royal Court
- Unity

### Edifici religiosi
- Chiesa ortodossa greca di St Nicholas
- Gustav Adolfus Kyrka The Swedish Seamen's Church
- Liverpool Cathedral (Anglicana)
- Liverpool Metropolitan Cathedral of Christ the King (Cattolica)
- Sinagoga Princes Road di Liverpool
- Church of St Luke di Liverpool
- Church of Our Lady and Saint Nicholas

## Cultura

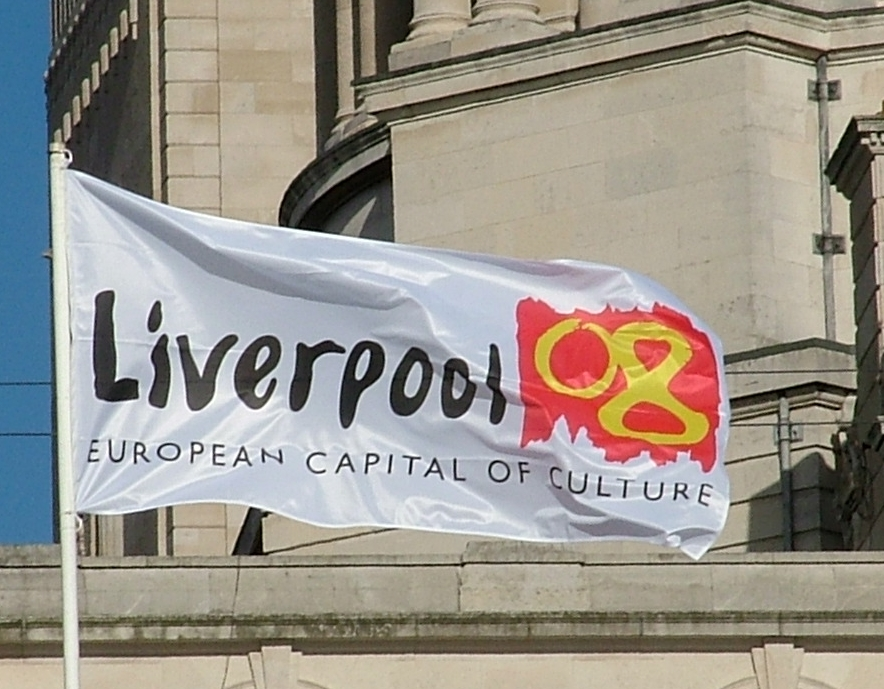
Liverpool capitale europea della cultura 2008

Liverpool è una città molto vivace dal punto di vista artistico.

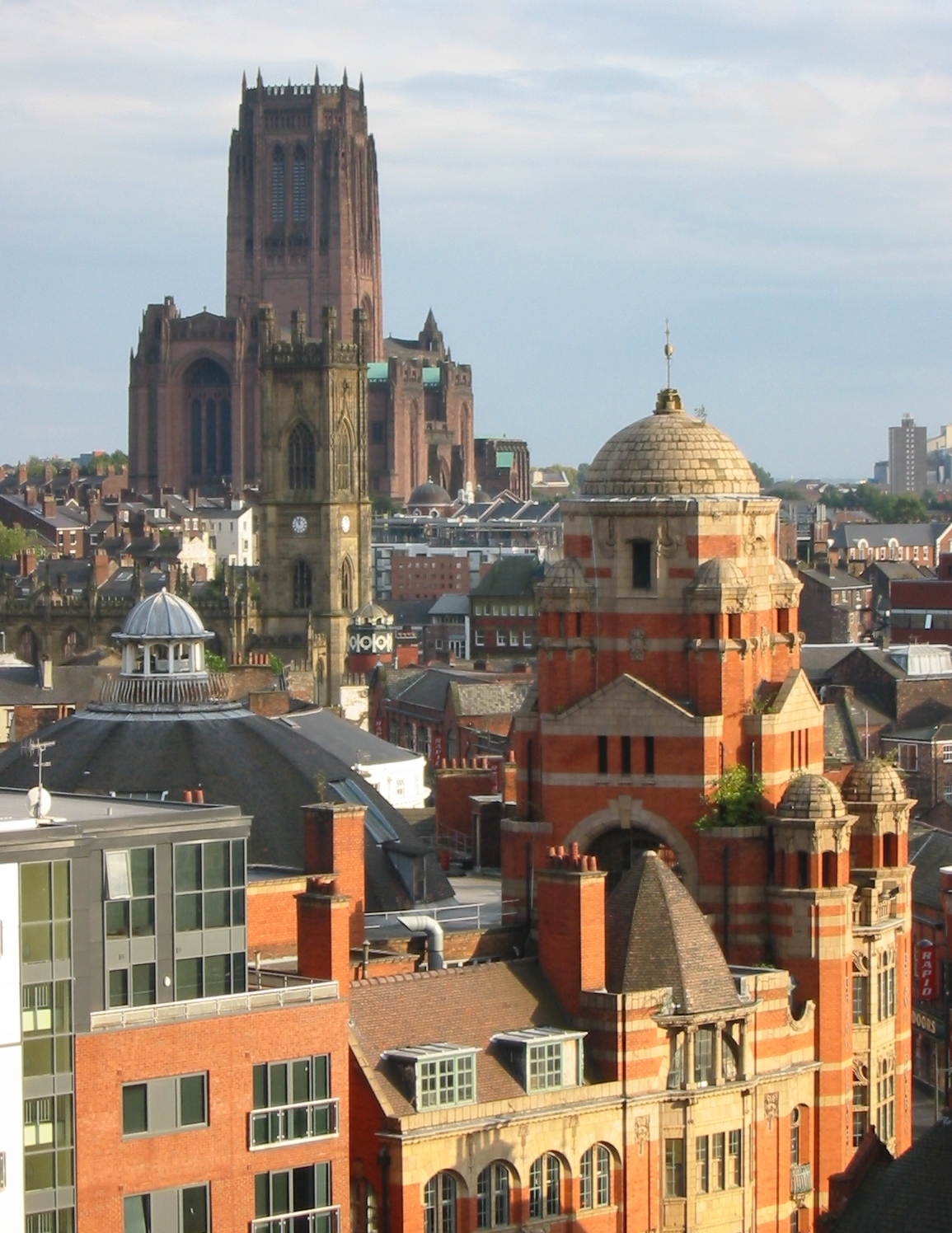
Panorama della città, sullo sfondo la Liverpool Cathedral.

Alla Walker Art Gallery sono esposte numerose pitture della scuola preraffaellita, come del resto alla Sudley House che possiede una delle maggiori collezioni d'arte del periodo precedente al XX secolo. La Tate Liverpool è la galleria d'arte moderna più importante del nord-Inghilterra. Un'altra istituzione culturale molto famosa di Liverpool è la Liverpool City Libraries (fondata nel 1852). La città è sede della University of Liverpool, della Hope University e della John Moores University. Ospita anche la biblioteca centrale di Liverpool. Nel 1996 è stato inaugurato il Liverpool Institute of Performing Arts (LIPA), centro di studi d'arte e spettacolo.
La Biennale di Liverpool, che si tiene generalmente da metà settembre a fine novembre ed è l'unica biennale d'arte contemporanea del Regno Unito, è un festival che prevede tre settori espositivi: The International; The Independent; Bloomberg New Contemporaries e molti altri eventi culturali ad essa legati.
La città ospita la Royal Liverpool Philharmonic Orchestra, una delle orchestre più importanti e famose d'Inghilterra, che tiene i propri concerti nella Liverpool Philharmonic Hall e molte compagnie teatrali come la Everyman & Playhouse e la Unity Theatre.
Liverpool è nota anche per la sua tradizione di poeti, tra cui spiccano i nomi di Adrian Henri, Roger McGough e Brian Patten, per aver dato i natali al celebre pianista George Stubbs e all'attore comico John Edmond Owens, ma il maggiore prestigio artistico alla città è certamente quello di aver dato i natali al celebre quartetto dei Beatles e altri gruppi musicali che vi iniziarono la loro carriera verso la fine degli anni cinquanta.
Nel 2003, con l'assegnazione a Liverpool del titolo di Capitale europea della cultura per il 2008, sono iniziati una serie di lavori per la riqualificazione del centro urbano che hanno visto un investimento complessivo di 750 milioni di sterline. Ha una squadra di calcio molto forte. Nel 2008 si sono tenuti a Liverpool gli MTV Europe Music Awards.

## Geografia antropica

### Distretti

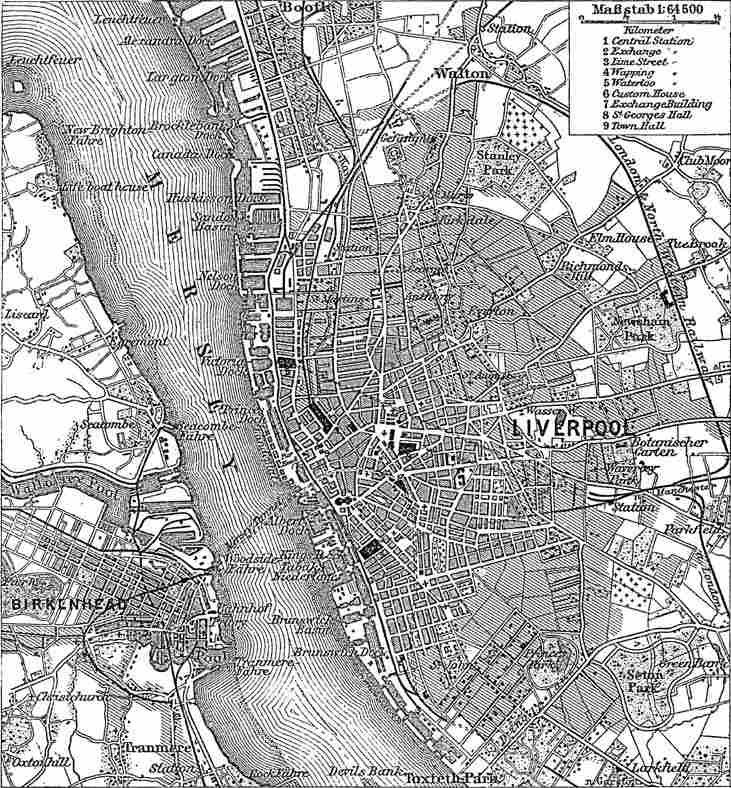
Pianta di Liverpool nel 1880

- Aigburth
- Allerton
- Anfield
- Belle Vale
- Broadgreen
- Canning
- Childwall
- Clubmoor
- Croxteth
- Dingle
- Dovecot
- Edge Hill
- Everton
- Fairfield
- Fazakerley
- Garston
- Gateacre
- Grassendale
- Hunts Cross
- Kensington
- Kirkdale
- Knotty Ash
- Mossley Hill
- Netherley
- Norris Green
- Old Swan
- St Michael's Hamlet
- Speke
- Stoneycroft
- Toxteth
- Tuebrook
- Walton
- Wavertree
- West Derby
- Woolton

## Economia
Liverpool è il nodo commerciale di una grande area metropolitana e uno tra i più importanti porti dell'intero paese. L'industria locale è molto attiva nel settore farmaceutico, agroalimentare e delle apparecchiature elettriche. Aziende automobilistiche e importanti raffinerie di petrolio sorgono nelle zone periferiche della città. Imponenti sforzi di reindustrializzazione hanno portato negli anni alla realizzazione di uno dei più grandi distretti industriali d'Europa, il Knowsley Industrial Park.
È solo recentemente però, che l'economia di Liverpool ha cominciato a recuperare dal grande declino del periodo post bellico. Fra il 1995 e il 2001 questa è cresciuta ad una media del 6,3% annuo, contro il 5,8% di Londra e il 5,7% di Bristol; il tasso di sviluppo, nello stesso periodo, è stato del 9,2% rispetto ad una media nazionale di 4,9%.
Come nel resto del Regno Unito, anche Liverpool ha conosciuto un grande sviluppo nel terziario con la nascita di molte grandi società di servizi, soprattutto nel campo della telefonia.
Il turismo sta diventando una voce sempre più importante nell'economia di Liverpool. Ciò ha prodotto un aumento della fornitura di servizi e strutture ad esso legato, come alla nascita di molti Hotel, ristoranti e club. I palazzi storici e gli ambienti suggestivi di Liverpool, non attraggono solo turisti, ma anche i registi di cinema, infatti Liverpool è la seconda città più filmata del Regno Unito, seconda in questa particolare classifica solo a Londra.

## Infrastrutture e trasporti

### Strade
Essendo una città importante nel Regno Unito, Liverpool ha collegamenti stradali diretti con molte altre aree inglesi. In direzione est, la motorway M62 congiunge Liverpool a Hull passando per diverse grandi città, tra cui Manchester, Leeds e Bradford. La M62 offre un interscambio sia per la M6 che per la M1. Nella parte ovest della città, il Kingsway Tunnel e il Queensway Tunnel collegano Liverpool alla penisola di Wirral, sull'altra sponda del fiume Mersey. La strada A41, che inizia a Birkenhead, fornisce collegamenti alle contee del Cheshire e dello Shropshire e, attraverso la A55, anche al Galles del nord.
A sud, Liverpool è collegata a Widnes e Warrington attraverso la A562.
Curiosamente, nel centro di Liverpool esiste una via, la John’s Street, in cui è stata istituita una corsia preferenziale per i pedoni che intendono camminare speditamente, senza essere ostacolati da chi invece si ferma a chiacchierare o a scrivere messaggi sul cellulare.

### Ferrovie

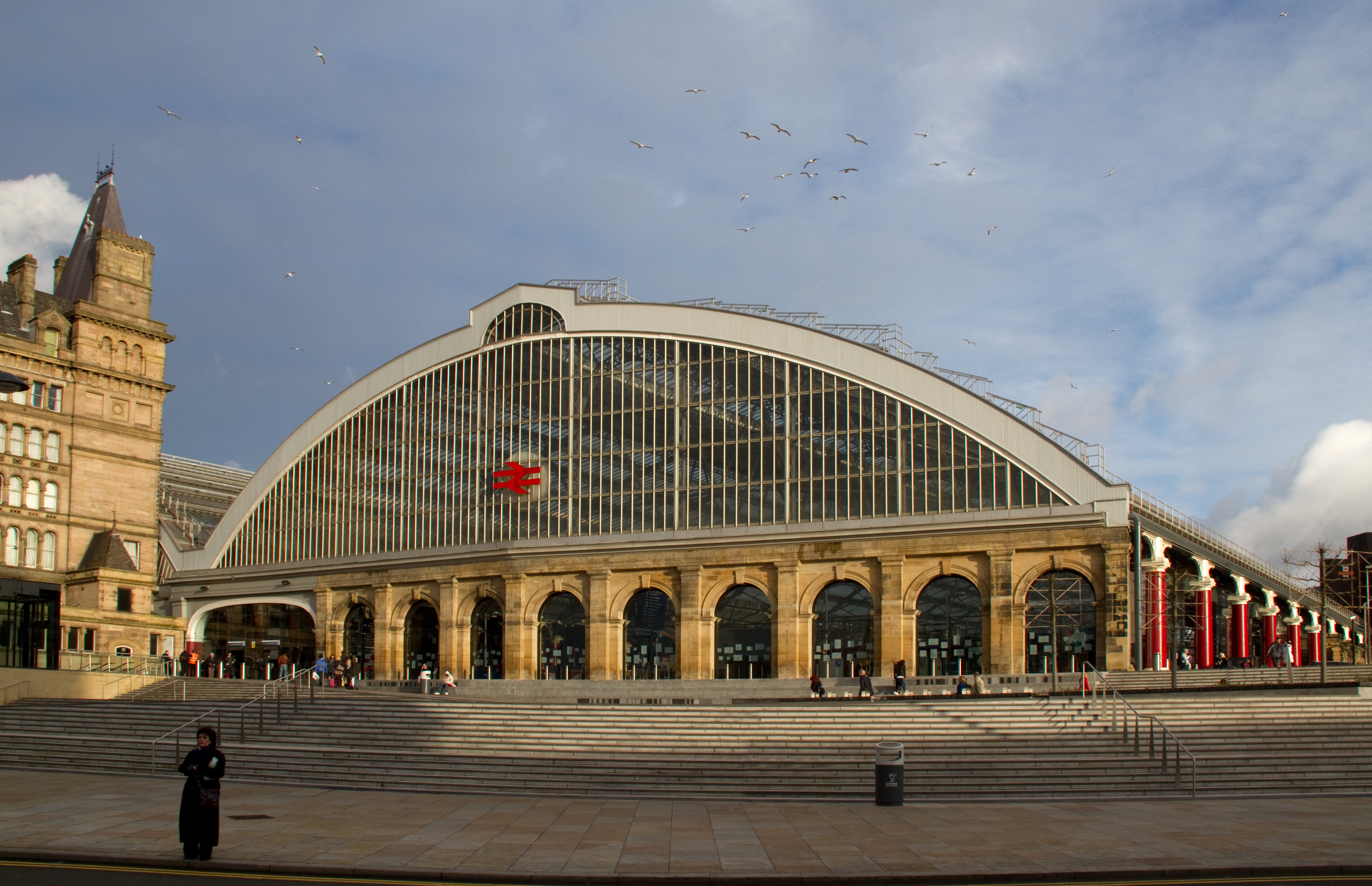
L'esterno della stazione ferroviaria Lime Street.

#### Nazionali
La rete nazionale, gestita dalla società Network Rail, collega Liverpool alle principali città di tutta l'Inghilterra. La stazione cittadina principale è Lime Street, che svolge anche un ruolo di interscambio con la locale ferrovia suburbana. Nella parte sud della città, la stazione Liverpool South Parkway è collegata all'aeroporto John Lennon tramite un servizio di autobus.

#### Servizio ferroviario suburbano
Liverpool dispone di tre linee del locale Servizio ferroviario suburbano di Liverpool:
- La Northern Line collega Southport al capolinea meridionale di Hunts Cross, correndo parallela in molti punti al fiume Mersey o al mare d'Irlanda.
- La Wirral line, passando attraverso il Mersey Railway Tunnel, collega la città di Liverpool alle principali cittadine della penisola di Wirral tra cui Birkenhead e Chester.
- La City Line parte dallo snodo di Lime Street e tocca vari punti della città, fino a confluire sulle ferrovie della National Rail a più lungo raggio. Nonostante appaia ufficialmente sotto il brand Merseyrail, a operare il servizio è di fatto la società Northern Rail.

### Aeroporti

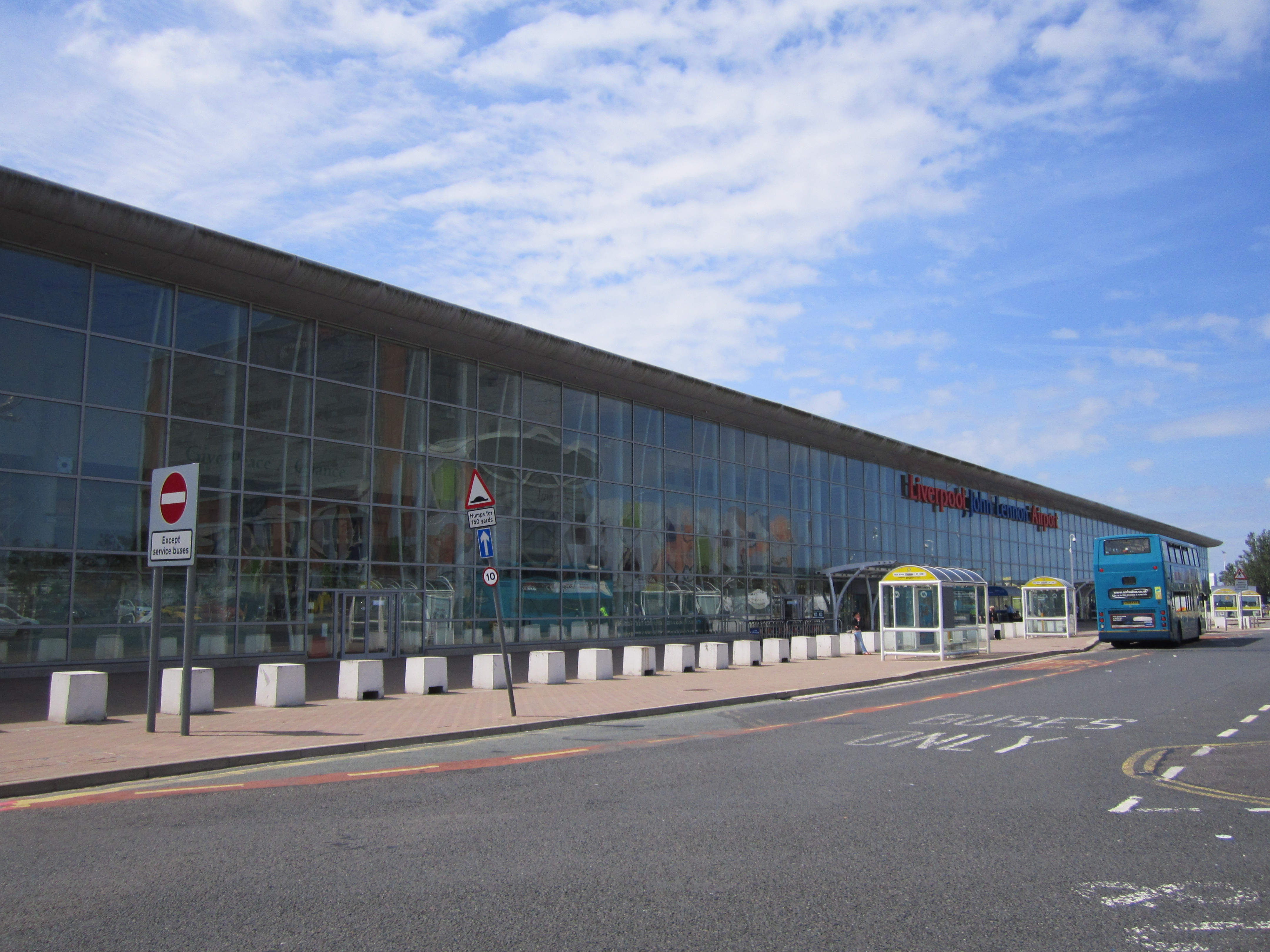
L'aeroporto di Liverpool visto dall'esterno.

L'aeroporto cittadino è l'Aeroporto di Liverpool-John Lennon situato a Speke, area urbana a sud-est di Liverpool. Vi operano soprattutto compagnie low-cost, con destinazioni generalmente continentali. Nel 2013 vi sono transitati poco più di 4 milioni di passeggeri.

### Porti
Il porto di Liverpool è uno dei più importanti di tutta la Gran Bretagna. Tra le destinazioni regolari si annoverano Belfast, Dublino e l'isola di Man, con più rotte giornaliere operate da diverse aziende. Il Mersey Ferry collega Liverpool a Woodside e Seacombe, due località sull'altra sponda del fiume Mersey. Un terminal crociere di nuova costruzione è stato aperto nel 2007, situato lungo il Pier Head nel centro cittadino.

## Amministrazione
Liverpool ha scelto dal 2012 di eleggere direttamente con votazione popolare il suo sindaco. A complicare la questione è intervenuta la creazione dell’autorità combinata della Liverpool City Region, la provincia metropolitana del Merseyside e dintorni, che a sua volta ha a suo capo un sindaco ad elezione popolare diretta: per cercare di distinguere le situazioni, a quest’ultima carica è stato dato il nome di Metro Mayor, il sindaco metropolitano.

### Gemellaggi
- Colonia
- Corinto
- Dublino
- Liverpool (Australia)
- Odessa
- Rotterdam
- Shanghai

## Sport
Liverpool è tra le città del Regno Unito con maggiore tradizione sportiva. Il suo maggiore club calcistico, il Liverpool F.C., è il più titolato del Paese avendo vinto 20 campionati nazionali, 8 coppe d'Inghilterra, 9 coppe di Lega, 16 supercoppe d'Inghilterra, 6 tra coppe dei Campioni e Champions League, 3 tra Coppe UEFA ed Europa League, 4 Supercoppe UEFA e un mondiale FIFA per club; un altro noto club professionistico cittadino, l'Everton, ha altresì vinto 9 campionati, 5 coppe d'Inghilterra, 9 supercoppe d'Inghilterra nonché una Coppa delle Coppe. L'Everton fu tra i fondatori della Football League, ed entrambi i club sono fondatori della Premier League, nella quale essi militano alla stagione 2024-25. Anche le rispettive sezioni femminili hanno lasciato un segno nel campionato inglese di categoria, con il Liverpool Women (già Ladies) che ha conquistato due titoli nazionali ed entrambe con più d'una partecipazione alla UEFA Women's Champions League.
Divise nel tifo anche le celebrità più note della città: per esempio era noto sostenitore del Liverpool John Lennon, mentre il suo compagno nei Beatles Paul McCartney, nato vicino Goodison Park, è da sempre tifoso dell'Everton.
Grande risalto è dato anche al rugby a 13, con le due squadre di St Helens RLFC e Widnes Vikings (due cittadine situate a pochi chilometri da Liverpool) che militano nella Rugby Super League e che hanno fatto la storia di questo sport.
Nell'ippodromo di Aintree si corre il Grand National Steeplechase, una delle competizioni ippiche a ostacoli più famose del mondo.
La regione della Merseyside ospita due campi da golf designati come possibile sede di tornei Open: il Royal Birkdale, vicino a Southport (dove si è disputato il British Open nel 2008), e il Royal Liverpool (dove lo stesso evento è stato ospitato nel 2006). Con oltre 30 campi da golf di primo livello, la Merseyside viene oggi chiamata dagli appassionati inglesi la costa del golf.